# Shark 24

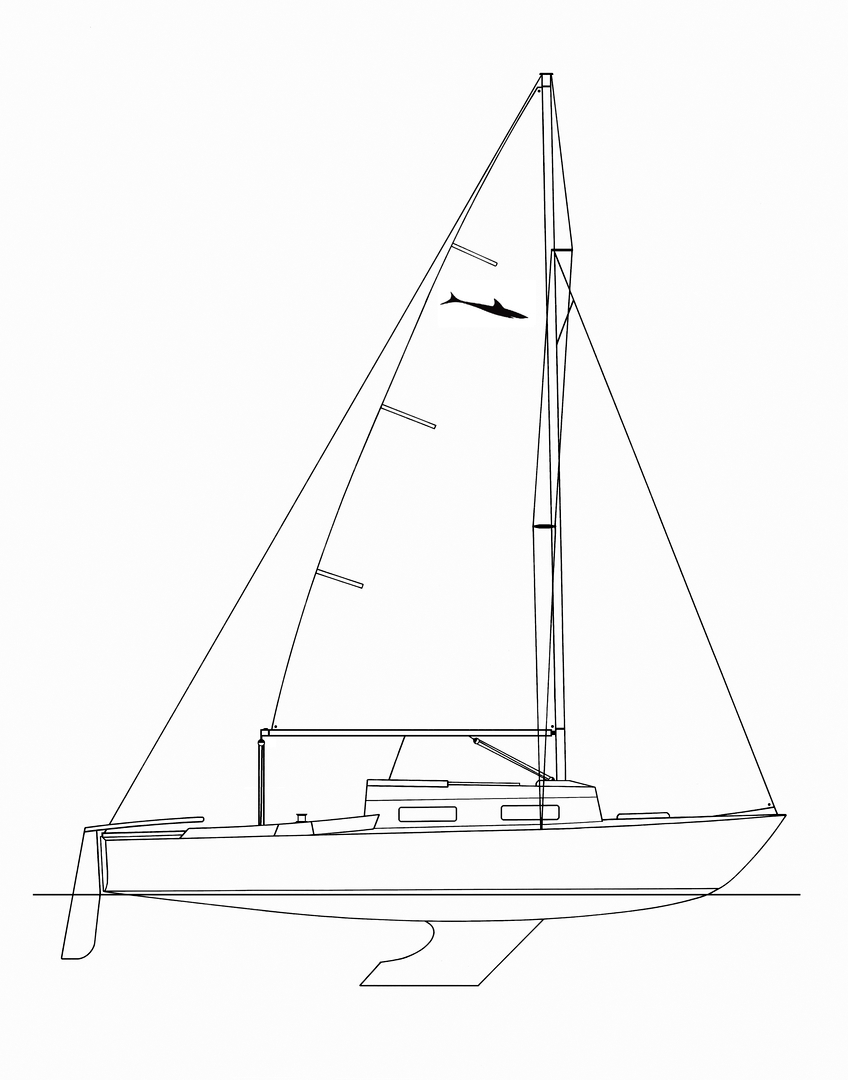
Ritning

Shark 24 är en kanadensisk segelbåtstyp konstruerad 1959 av den österrikisk-kanadensiske båtkonstruktören George Hinterhoeller(1928–1999). Den är 7,30 meter lång och 2,10 meter bred.
Båten har serietillverkats i Kanada, i Korneuburg i Österrike och i Lidingö.